# Erkenbert von Homburg
Erkenbert von Homburg († 1128) war von 1107 bis 1128 Abt von Corvey. Im Gegensatz zu seinen Vorgängern stand er auf kaiserlicher Seite. Er verbesserte die Verwaltung des Klosters, vermehrte die Besitzungen und führte das Kloster zu neuer Blüte.

## Leben
Erkenbert war der erste namentlich bekannte Propst der Propstei Obermarsberg. Von Teilen der Corveyer Gemeinschaft war er schon zu Zeiten des später abgesetzten Abtes Friedrich von Hoya zum Abt gewählt worden. Er akzeptierte aber die damalige Entscheidung für Markward. 
Im Gegensatz zu den meisten seiner unmittelbaren Vorgänger, die auf päpstlicher Seite gestanden hatten, stand Erkenbert auf kaiserlicher Seite. Er verdankte sein Amt weitgehend Kaiser Heinrich V. Erkenbert erwies sich als tatkräftig. Er festigte die in den letzten Jahren seines Vorgängers etwas gelockerte Disziplin und machte sich insbesondere um die materiellen Grundlagen der Abtei verdient. Er straffte die Verwaltung, auch um damit der Vergrößerung des Konvents während der Zeit seines Vorgängers Rechnung zu tragen. Auch die Kosten des Königsdienstes erforderten eine effektivere Verwaltung. Erkenbert ließ dazu unter anderem ein Güterverzeichnis  aufstellen. Zu seiner Zeit begannen Konflikte mit den Ministerialen des Klosters, die teilweise bedeutende Funktionen etwa als Kellermeister eingenommen hatten und diese Positionen fast als erblichen Besitz betrachteten. Auch Konflikte mit den Vögten gab es in dieser Zeit. 
Unmittelbar nach Erkenberts Amtsantritt wurde Corvey von Kaiser Heinrich V. besucht, der das Kloster in einer Urkunde gegen Anmaßungen eines der Dienstleute Corveys in Schutz nahm. 
Erkenbert begleitete den Kaiser 1108 mit einer bewaffneten Truppe auf einem Zug nach Ungarn. In seiner Abwesenheit wurde das Kloster von Räubern geplündert. Ein Teil der entwendeten Schätze konnte später zurückgewonnen werden. Auch als Ersatz für den Verlust schenkte der König von Jerusalem, Balduin II., dem Kloster Reliquien vom heiligen Kreuz. 
In den Jahren 1110/1111 begleitete Erkenbert den Kaiser nach Rom. Er reiste 1127 nach Jerusalem und besuchte das heilige Grab. Nach seiner Rückkehr vermehrte Erkenbert unter anderem die Klosterbibliothek und reformierte die Klosterschule. Corvey zog daraufhin wieder zahlreiche Schüler und Novizen an. Dadurch kamen auch neue Besitzungen an das Kloster.
In Erkenberts Zeit kamen die Besitzungen des Edlen Siegbert in den Besitz des Klosters, die in den Hochstiften Mainz und Paderborn lagen. Auch von einem Grafen Konrad und anderen Adligen der Region wurde Besitz erworben. Mit Graf Heinrich und dessen Sohn Wittekind tauschte Erkenbert einige Güter. 
In Erkenberts Zeit fällt auch die Stiftung des Zisterzienserklosters Amelungsborn im Jahr 1120 und der Benediktinerabtei Marienmünster im Jahr 1128. Beide wurden mit Mönchen aus Corvey besiedelt. Erkenbert erneuerte auch die Bruderschaft des Heiligen Vitus; hohe Adelige und Ritter aus ganz Sachsen drängten sich um die Aufnahme.